# ビタミン過剰症
ビタミン過剰症（ビタミンかじょうしょう）とは、ビタミンの過剰によって起こる症状の総称である。ビタミン毒性ともいう。脂溶性ビタミンに多い。

## 分類

### 脂溶性ビタミン

#### ビタミンA過剰症
- 症状
皮膚乾燥、無気力、眼球乾燥、食欲不振、吐き気、脱毛、肝脾腫大、四肢長管骨の有痛性腫脹、頭痛、悪寒、関節痛、口唇炎など

治療：
備考：イシナギの肝臓の喫食が原因で起こる食中毒はビタミンA過剰症である。

#### ビタミンD過剰症
- 症状
高カルシウム血症、腎障害（多尿）、石灰沈着、悪心、嘔吐、食欲不振、体重減少など

- 治療：

#### ビタミンE過剰症
- 症状
3g以上で、頭痛、疲労、吐き気など

- 治療：

#### ビタミンK過剰症
- 症状
溶血性貧血、核黄疸、高ビリルビン血症

- 治療：

### 水溶性ビタミン

#### ビタミンB1過剰症
- 症状
報告なし

- 治療：

#### ビタミンB2過剰症
- 症状
報告なし

- 治療：

#### ビタミンB6過剰症
- 症状
1日200mgの摂取で神経異常。500mg摂取し、日光浴で皮膚の紅潮を起こすこともある。

- 治療：

#### パントテン酸過剰症
- 症状
報告なし

- 治療：

#### ナイアシン（ニコチン酸）過剰症
- 症状
皮膚の紅潮、頭痛、吐き気、下痢など

- 治療：

#### 葉酸過剰症
- 症状
大過剰で亜鉛の吸収阻害。B12の欠乏をかくすこともある

- 治療：

#### ビオチン過剰症
- 症状
10mgまでの摂取で過剰症の報告なし

- 治療：

#### ビタミンC過剰症
- 症状
昔は 尿路結石 が出ると言われていたが、今では否定されている

- 治療：